# Сініша Главашевич
Сініша Главашевич (Вуковар, 4 листопада 1960 — Вуковар (Овчара), 19 або 20 листопада 1991) — хорватський журналіст і письменник.

## Біографія
Сініша Главашевич здобув початкову та середню освіту в рідному місті Вуковар, а також завершив навчання на філософському факультеті  в Сараєвському університеті, спеціалізуючись на порівняльній літературі та бібліотекознавстві. Після завершення навчання почав працювати в школі в Ловасі, а згодом у Борово.
Сініша Главашевич писав прозу, згодом працював журналістом на Хорватському радіо Вуковар, де спочатку отримав роботу диктора. Став військовим репортером, його ім'я стало символом військової журналістики в Хорватії.
У 1991 році, збираючи зведення про поранених для свого щоденного радіозвіту, був поранений осколками гранати. Залишався в загальній лікарні Вуковара, звідки надсилав повідомлення на радіо зі свого лікарняного ліжка.
Останній звіт з госпіталю Вуковара Сініша надіслав 18 листопада 1991 року ввечері. У звіті надав останню інформацію про переговори та повідомляв, що «завтра о 10 ранку» буде підтверджено рух конвою, який забере тяжкопоранених пацієнтів з госпіталю та Борово-Населя, вказуючи також маршрут. Після цього, в ніч із 19 на 20 листопада 1991 року, Сініша Главашевич зник.
Коли ворог захопив місто, його вивезли з лікарні в ніч з 19 на 20 листопада, і про нього багато років не було жодних відомостей. Лише через декілька років його тіло було ексгумовано з масової могили в Овчарі біля Вуковара. Посмертно вийшла збірка  «Історії з Вуковара» (хорв. «Priče iz Vukovara») 1992, що містить 24 нотатки, які він надіслав до Загреба за місяць до своєї загибелі.
Могила Сініші Главашевича знаходиться на загребському кладовищі Мирогой, і його поховали поруч із його колегою та другом Бранимиром Половиною.

## Історії з Вуковара (хорв. Priče iz Vukovara)
Відомий вуковарський журналіст і письменник Сініша Главашевич надсилав свої оповідання про жахіття Вуковара колезі з Хорватського радіо Кушецу. Завдяки Младену Кузмановичу та тодішньому президенту Матиці Хорватської (хорв. Matica Hrvatska) Владо Готовацу ці тексти були опубліковані Матицею Хорватською. Главашевич надсилав їх на приватний факс Кушеца, який ретельно їх зберігав і сприяв їх публікації, що було непросто, оскільки його радіорепортажі ставали все гострішими напередодні падіння Вуковара. Згодом Історії з Вуковара вийшли друком у кількох виданнях.  "Ця книжка вчить нас любити життя, і захопливо, що людині вдалося написати таку прозу мирного часу серед війни. «У ній йдеться про безглуздість війни, війна — одна з найстрашніших історій, а після війни багато чого залишається незавершеним, як під землею, так і під небом», — сказала письменниця Лада Жиго Шпанич на презентації нового видання книги.

## Зупинений голос (хорв. Zaustavljeni glas)
Зупинений голос, документальний фільм, розповідає про Сінішу Главашевича, Хорватське радіо Вуковар та страждання мешканців міста. Під час тримісячної облоги, інтенсивних бомбардувань і вуличних боїв його емоційні радіопередачі були не лише репортажами, а й символом опору, непокори та надії. Після падіння Вуковара Сініша сховався в лікарні, яка здавалася безпечним місцем. Проте після її захоплення солдатами ЮНА його забрали, і він зник безвісти. Лише через декілька років його тіло було ексгумовано та ідентифіковано серед жертв масового поховання в Овчарі.